# Rosemary Clooney
Rosemary Clooney (Maysville, 1928. május 23. – Beverly Hills, 2002. június 29.), amerikai énekesnő, színésznő. Az 1950-es évek elején a „Come On a My House” című dallal tűnt fel. Ezt más popdalok követtek, például a „Botch-a-Me”, „Mambo Italiano”, a „Tenderly”, a „Half as Much”, „Hey There”, a „This Ole House ”. Dzsesszénekesként, színésznőként is sikeres volt.

## Pályafutása
Apja ír és német származású, édesanyja spanyol és ír származású volt. Öten voltak testvérek. A kiterjedt újságíró- illetve színészcsalád leggismertebb tagja ma unokaöccse, George Clooney.
Első lemezfelvételei 1946-ban a Columbia Records számára készültek. A „Tony Pastor's big band” kísérte. 1950–51-ben rendszeresen szerepelt a „Songs For Sale” CBS rádió- és televíziós műsorban. 1951-ben a „Come On-a My House” című lemeze sikeres sláger lett. Kislemezei közül ez volt az első, ám toplistára került (habár Clooney utálta a dalt, de szerződésbontással fenyegette meg a kiadó).
Az az 1950-es évek elején több duettet felvettek fel Marlene Dietrichhel egy tévésorozatban („Faye Emerson's Wonderful Town”).
1954-ben Bing Crosbyval, Danny Kaye-jel és Vera-Ellennel együtt készítették a White Christmas című filmet. 1956-ban félórás tévé-musical műsora volt (The Rosemary Clooney Show). aztán az NBC showban volt a középpontban egy éven át. A későbbi években Clooney gyakran szerepelt Bing Crosbyval, például együtt koncerteztek Írországban. 1960-ban Clooney és Crosby együtt szerepeltek egy rádióműsorban a déli hírek előtt.
1977-től a haláláig minden évben felvett egy albumot a Concord Jazz lemezkiadónál. Az 1970-es 80-as években számos énekelt televíziós reklámot készített saját márkájáról.
1995-ben szerepelt a Vészhelyzetben, amiben unokaöccse, George Clooney volt az egyik főszereplő (Rosemary Clooneyt ekkor Emmy-díjra jelölték).
1998-ban megkapta az Énekesek Társasága életműdíját is. 1999-ben létrehozta a Rosemary Clooney zenei fesztivált szülővárosában, Maysville-ben. Haláláig minden évben fellépett a fesztiválon.
Kétszer is összeházasodott José Ferrer Puerto Rico-i filmsztárral. A házaspárnak öt gyermeke született: Miguel, Maria, Gabriel, Monsita és Rafael.
2001-ben tüdőrákot diagnosztizáltak nála. Nagyjából ekkor adta egyik utolsó koncertjét Hawaiin. Az utolsó dal az „God bless USA” volt. A műtétje után hat hónappal hunyt el Beverly Hills-i otthonában. Sok híresség mellett (mint például Al Pacino) George Clooney is ott volt a temetésén a Saint Patrick temetőben, Maysvilleben.

## Lemezválogatás
- 1951: Come On-a My House
- 1952: Hollywood's Best
- 1954: Irving Berlin's White Christmas

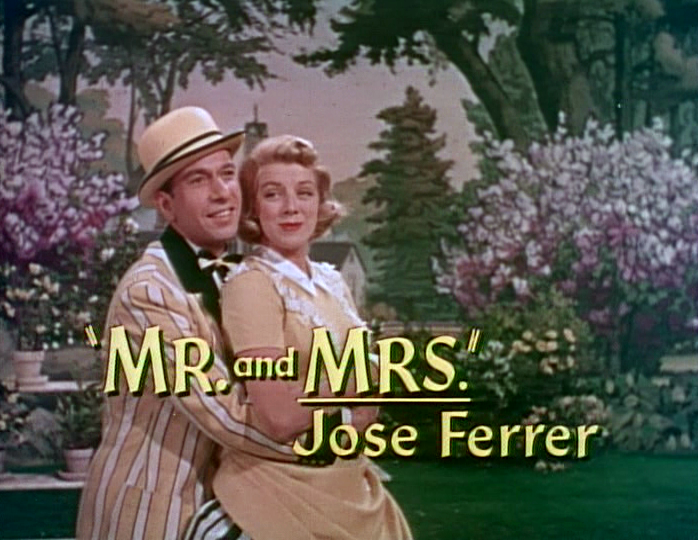
Deep In My Heart

- 1956: Date With the King, + Benny Goodman orchestra
- 1956: Blue Rose (en), + Duke Ellington et son orchestra
- 1957: Ring Around Rosie
- 1960: A Touch of Tabasco, + Pérez Prado
- 1961: Rosie Solves the Swingin' Riddle
- 1963: Love, + Nelson Riddle
- 1963: Rosemary Cloney Sings Country Hits From the Heart
- 1965: That Travelin' Two-Beat, en duo + Bing Crosby
- 1977: Everything's Coming Up Rosie
- 1979: Sings the Lyrics of Ira Gershwin
- 1983: My Buddy, + Wody Herman orchestra
- 1983: Sings the Music of Harold Arlen
- 1984: Rosemary Cloney Sings the Music of Irving Berlin
- 1987: Rosemary Cloney Sings the Lyrics of Johnny Mercer
- 1992: Girl Singer
- 1993: Still on the Road
- 1996: White Christmas
- 1997: Mothers & Daughters
- 2000: Brazil (John Pizzarelli)
- 2001: Sentimental Journey

## Díjak
- 2002: Grammy-díj (életmű díj)
- Billboard Hot 100 („Many A Wonderful Moment” – No 84)

## Filmek

### Játékfilmek
- The Stars Are Singing (1953)
- Here Come the Girls (1953)
- Red Garters (1954)
- White Christmas (1954)
- Radioland Murders (1994

### Tévéfilmek
- ER (1994) playing Mary Cavanaugh/Madame X in episode: The Gift (episode # 1.10 available for download) 12/15/1994
- ER (1994) playing Mary Cavanaugh/Madame X in episode: Going Home (episode # 1.2 available for download) 9/29/1994
- Primetime Live interview with Diane Sawyer from Rosemary's home in Augusta, KY (airred January 1992 clip available at youtube)
- On Parade (1964 clip available at youtube)
- The Dick Powell Theatre playing Melissa in episode The Losers (1963 clip available at youtube part I and part II)
- The Lux Show Starring Rosemary Clooney (1957-1958)
- The Rosemary Clooney Show (1956-1957)

### Egyebek
Marlene Dietrich: Her Own Song (2001)

Yours for a Song: The Women of Tin Pan Alley (1999) (TV)

"LateLine" (1998) "Guest Mother” a „Karp's Night Out” (episode # 2.6) 3/16/1999

Ira Gershwin at 100: A Celebration at Carnegie Hall (1997) (TV)

Danny Kaye: A Legacy of Laughter (1996) (TV)

Rosemary Clooney's Demi-Centennial (1995) (TV)

„Frasier” (1993) Gladys hangja a „Miracle on Third or Fourth Street” c. epizódban 12/16/1993

Bob Hope: The First 90 Years (1993) (TV)

Doris Day: A Sentimental Journey (1991) (TV)

Michael Feinstein & Friends (1991) (TV)

"Hardcastle and McCormick" (1983) playing "Millie Denton" in episode: "If You Could See What I See" (episode # 3.13) 1/6/1986

"Andy Williams Show, The" (1969) 10/24/1970

"Rowan & Martin's Laugh-In" (1968) playing "Cameo Appearance" in episode: "Episode #23" (episode # 2.9) 11/18/1968

"Rowan & Martin's Laugh-In" (1968) playing "Cameo Appearance" in episode: "Episode #19" (episode # 2.5) 10/14/1968

Return to Peyton Place (1961) (singer)

"Bell Telephone Hour, The" (1959) in episode: "Opening Night" 9/29/1961

"Bell Telephone Hour, The" (1959) in episode: "Music hath Charms" 1/20/1961

"Rosemary Clooney Show, The" (1956) tévésorozat

tévésorozat"Orchid Award, The" (1953)

"Bob Hope Show, The" (1952) playing "Herself" 3/10/1957

"Robert Q. Lewis Show, The" (1950) tévésorozat
Könyvek
- 1977: This for Remembrance
- 1999: Girl Singer: An Autobiography
- 2005: The Best of Rosemary Clooney (Piano/Vocal/Guitar Artist Songbook)

## További információ
- Hivatalos oldal
- Rosemary Clooney a PORT.hu-n (magyarul)
- Rosemary Clooney az Internetes Szinkronadatbázisban (magyarul)
- Rosemary Clooney az Internet Movie Database-ben (angolul)
- Rosemary Clooney a Rotten Tomatoeson (angolul)